# Michael Christian Göring
Michael Christian Göring (* 23. Dezember 1694 in Rügenwalde in Hinterpommern; † 3. Juli 1763 in Hagen in Westfalen) war ein deutscher Verwaltungsbeamter und Förderer der Industrie.

## Leben
Michael Christian Göring wurde von seinem Onkel Johannes Goering, Bürgermeister und Advokat in Wittstock, gefördert, der ihn seit 1713 an den Universitäten Frankfurt an der Oder und Rostock Jura studieren ließ. In Berlin trat er in den Staatsdienst ein und wurde Schreiber beim Generalauditeur v. Katsch, dann Auditeur und gleichzeitig Informateur des Kronprinzen. Letzterem verdankte er seine 1722 angetretene Stellung als Regimentsquartiermeister in Wesel, die er bis 1742 beibehielt. 1731 erhielt er den Kriegsratstitel und die Anwartschaft auf ein Amt in der königlichen Verwaltung. 1742 wurde er zum wirklichen Steuerrat und zum Ortskommissar für die märkischen Städte südlich der Ruhr befördert. Sein Aufgabenbereich umfasste die Lenkung des Steuer- und Gewerbewesens sowie die Beaufsichtigung der städtischen Magistrate. Amtssitz war zunächst Bochum, seit 1745 Hagen. Durch ihn erhielt Hagen eine städtische Verfassung.
Göring erwarb sich Verdienste um die Förderung der Unternehmerinitiative in seinem märkischen Bereich. Besonderes Augenmerk richtete er auf die Stabilisierung und Syndizierung der Drahtindustrie und auf die Wiederbelebung der Messingfabrikation. Er holte bergische Fabrikanten in die Mark und sorgte für die Befreiung der Drahtzieher vom Heeresdienst. 1744 gründete er gemeinsam mit dem Bürgermeister von Altena J. M. Goecke das Syndikat für die Altenaer Drahtfabriken, die Drahtstapel-Gesellschaft. Seine organisatorischen Aktivitäten führten zu einem starken wirtschaftlichen Aufschwung im Bereich des Draht- und Oesemundgewerbes. In Iserlohn gelang es ihm in Kooperation mit dem dortigen Bürgermeister J. G. Lecke, den Galmeibergbau wieder in Gang zu setzen und damit das Messinggewerbe wiederzubeleben. Für Messing setzte er einen Schutzzoll durch. Er wurde Vorsitzenden der neubegründeten Messinggewerkschaft, die 1751 mit sämtlichen Galmeilagerstätten in Iserlohn und Hemer belehnt wurde.
Auch selbst beteiligte sich Göring an Bergbauunternehmen. Er war Gewerke bei sechs Kohlezechen und beim Kupfer- und Silberbergwerk Herscheid. Er sorgte für den Erhalt der Eisenschmelzhütte Sundwig. Auch setzte er sich für die von Johann Caspar Funcke (* 1761; † 1835) gegründete erste Tuchscherenfabrik Preußens ein, eines der ersten Unternehmen mit vertikaler Struktur. 1755 wurde er zum Kriegs- und Domänenrat ernannt, was auf eine Konzentration seines Wirkungskreises hinauslief. Während des Siebenjährigen Kriegs wurde Göring zweimal von den Franzosen als Geisel nach Düsseldorf verschleppt. Die Draht- und Oesemundindustrie erlitt während dieser Zeit einen Abschwung. Die Phase ihrer Reaktivierung konnte Göring nicht mehr erleben.

## Nachkommen
Göring war der Ururgroßvater des nationalsozialistischen Politikers Hermann Göring (1893–1946).